# باغ صفائیه
باغ صفائیه، در چشمه علی، شهر ری، باغی بود که برای ارج گذاری، پس از فوت میرزا صفا که یکی از صوفیان و عارفان نامدر دوران قاجاریه بود، به دستور ناصرالدین شاه به نام «باغ صفائیه» بوجود می آید و به پیرزاده نائینی، که یکی از مریدان نامدار میرزا صفا بود، اهدا میشود.
در دروان ناصرالدین شاه بعد از وفات میرزا صفا، ناصرالدین شاه به درخواست میرزا حسن خان سپهسالار، مزار میرزا صفا در چشمه علی را در سال ۱۲۹۱ قمری (۱۸۷۵ میلادی) با «چهل و هشت ساعت آب از قنات متعلق به اراضی برج طغرل» به نام (صفائیه) در شهر ری، به ملکیت پیرزاده درآورد. «باغ صفائیه» در آن مکان ایجاد شد و پیرزاده در همان‌جا ساکن شد.

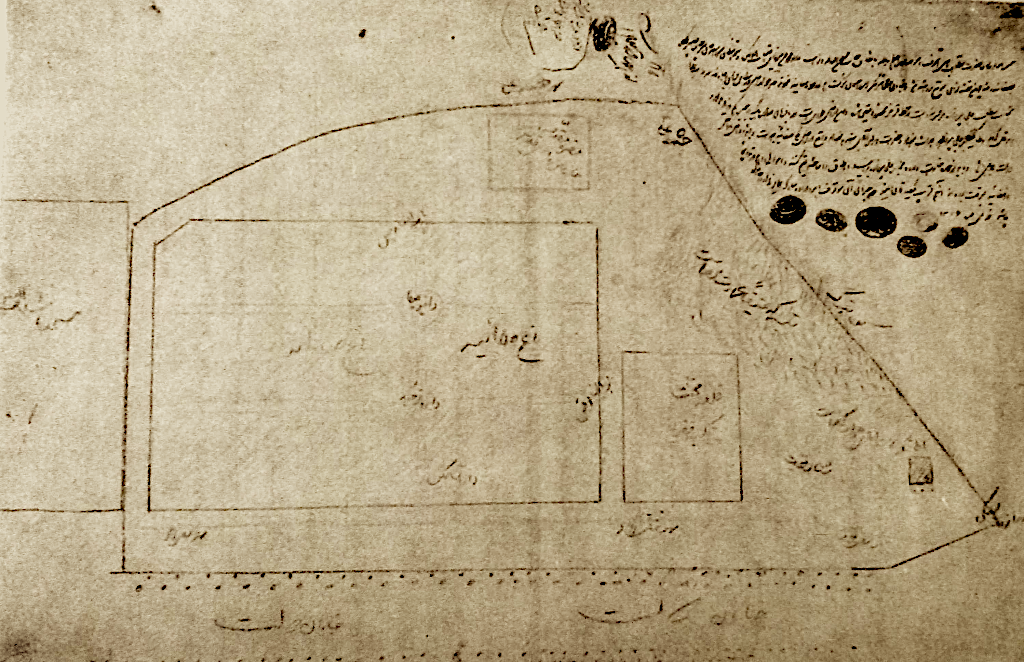
نقشه «باغ صفائیه» با تایید مظفرالدین شاه

## اختلاف با شعاع‌السلطنه قاجار
در سال ۱۳۱۶ قمری (۱۸۹۹ میلادی) پس از ۲۵ سال از احدای باغ صفائیه، میان حاجی پیرزاده و ملک منصور میرزا شعاع‌السلطنه، پسر دوم مظفرالدین شاه، و مالک اراضی و قلعه و باغ دولت‌آباد، در مورد حدود باغ صفائیه اختلاف بوجود می‌آید ولی طبق دستور مظفرالدین شاه، هیاتی از رجال محل مورد اختلاف را بازدید می‌کنند و حق را به جانب حاجی پیزاده می‌دهند و نقشه ای از آنجا ترسیم می‌کنند که به تأیید و مُهر رجال مزبور می‌رسد. اتابک خان هم آنرا تأیید می‌کند و شاه هم بر آن صحه می‌گذارد .

## محل آمد شد رجال قاجار
باغ صفائیه پیرزاده در زمان خود محل آمد و شد رجال و اعیان قاجار، من جمله ناصرالدین‌شاه و ارادتمندان و دراویش صاحب نام بوده‌ است. گفته می‌شود که روزی که ناصر الدین شاه در زیارتش از حرم شاه عبدالعظیم مورد سوء قصد قرار می‌گیرد و جانش را از دست می‌دهد، قرار بوده در بازگشت به کاخش، در تهران، برای دیدار و صرف ناهار با حاجی پیرزاده در باغ مذکور بگذراند.
پس از فوت پیرزاده (۲۴ ذیحجه ۱۳۲۱ قمری) به وصیت او جسدش در همان باغ به خاک سپرده می‌شود. 

## مقابرى كه در صفائیه قرار گرفته‌اند[۳]
- حاج میرزا صفا

- حاج میرزا محمد على پیرزاده نائینی

- نیرالدین پیرزاده (فرزند حاج پیرزاده)
- علی اکبر داور (وزیر دارائى رضاشاه پهلوی)
- میرزا غلامرضا اصفهانى
- حسن شاه ولى الله (قطب سلسله کمیلیه)
- حاج میرزا شمس‏الدین تهرانى